# Rico Saccani
Pour les articles homonymes, voir Saccani.
 (janvier 2023).
Rico Saccani, né le 16 avril 1952, est un chef d'orchestre italo-américain qui a été directeur musical et conseiller artistique de l'Orchestre philharmonique de Budapest entre 1996 et 2005 et principal chef invité de l'Opéra d'État hongrois de 1985 à 2005.

## Biographie
Saccani a commencé sa carrière musicale avec des études de piano à l'âge de six ans. Il a fréquenté le Centre des arts d'Interlochen (en) à Interlochen, Michigan (en) de 1965 à 1968 et a continué au Chautauqua Summer Music Institute de 1969 à 1972. En 1973, il a participé à l'Académie d'été à Fontainebleau où il a travaillé avec Nadia Boulanger. Après 300 concerts de piano de 1974 à 1978, il a participé en 1978 au Concours international de piano de Leeds et au Concours international Tchaïkovski.
En 1974, Saccani est diplômé de l'Université de l'Arizona avec un Bachelor of Science en Affaires et y est retourné en 1980 pour un Bachelor of Music. Entre 1980 et 1982, il a fréquenté l'école de musique de l'Université du Michigan, où il a obtenu son MM de direction avec Gustav Meier et son D.M.A. avec Louis Nagel.
Saccani assisté en 1983 au cours d'été de direction pour les jeunes chefs à Tanglewood où il a travaillé avec Seiji Ozawa, Leonard Bernstein et Maurice Abravanel. Après un stage d'apprentissage auprès chef d'orchestre italien Giuseppe Patane, Saccani a remporté le premier prix en 1984 du  Concours international de direction Herbert von Karajan à Berlin.
Saccani a été engagé pour jouer avec les orchestres de la radio de Berlin et de Stuttgart, l'Orchestre philharmonique royal danois et le Festival de Spoleto. Ses débuts à l'opéra se sont effectués en 1985 dans Un giorno di regno de Verdi au Théâtre philharmonique de Vérone, La traviata à l'Opéra de Paris et à l'Opéra d'État de Vienne, Il turco in Italia au Festival Rossini de Pesaro, plus La Bohème à l'Opéra de Philadelphie avec Luciano Pavarotti pour le réseau de télévision américain PBS.

## Carrière
Saccani est apparu régulièrement comme chef invité de nombreux orchestres symphoniques importants, y compris l'Orchestre symphonique de la Radiodiffusion bavaroise, l'Orchestre philharmonique tchèque, l'Orchestre symphonique national irlandais, l'Orchestre philharmonique de Tokyo et l'Orchestre symphonique Yomiuri du Japon, l'Orchestre philharmonique d'Oslo, les Orchestres de Madrid et de Bilbao, l'Orchestre Gurzenisch (Cologne), l'Orchestre de chambre de Genève, l'Orchestre de la Philharmonie nationale hongroise, l'Orchestre du Théâtre National de Mannheim, l'Orchestre de l'Opéra de Marseille et l'Orchestre de chambre Franz Liszt.
Le Maestro Saccani s'est produit à l'Opéra d'État de Hambourg, à l'Opéra de Lyon, à l'Opéra de Monte-Carlo, au Festival de Nîmes, à l'Opéra-Comique de Paris, aux Opéras de Rome, Dresde et Cologne.
Saccani fait ses débuts au Metropolitan Opera dans Il trovatore et a été ré-engagé pour la première transmission internationale à la radio de la traviata et Aida. Il a également dirigé au Teatro San Carlo de Naples, l'Arena di Verona (Rigoletto), le Houston Grand Opera, le Festival Puccini de Torre del Lago (Turandot), au Teatro Bellini de Catane (La Favorite et I Puritani) ainsi que lors du Maggio Musicale Fiorentino, du Festival suisse d'Avenches et du festival de musique d'été de Santander en Espagne.
Maestro Saccani a été chef d'orchestre/directeur musical de l'Orchestre philharmonique de Budapest de 1999 à 2006 ainsi que le principal chef invité de l'Opéra d'État hongrois au cours des mêmes années. Il a créé un "Verdi Marathon" à Opéra d'État hongrois en janvier 2000 pour célébrer le millénaire lors duquel il a dirigé sept opéras de Verdi en neuf soirées. Il est revenu au Carnegie Hall de New York et au Kennedy Center de Washington la même année avec l'Orchestre symphonique d'Islande au cours de sa tournée nord-américaine.